# Pavol Országh Hviezdoslav
Pavol Országh Hviezdoslav (n. 2 februarie 1849, Vyšný Kubín, Žilinský kraj, Slovacia – d. 8 noiembrie 1921, Dolný Kubín, Žilinský kraj, Slovacia) a fost un scriitor și traducător slovac.
A fost și membru al parlamentului Cehoslovaciei pentru o scurtă perioadă.
La început a scris în stil tradițional, ca mai târziu să se încadreze în tiparele parnasianismului și modernismului.

## Scrieri
- 1882: Agar
- 1884: Soția pădurarului ("Hájnikova žena")
- 1885: Mlădițe I ("Letorosty I")
- 1886/1887: Mlădițe II ("Letorosty II")
- 1889: Noaptea la păscut ("Na obnocke")
- 1890: La seceriș ("V žatvu")
- 1890: Ežo Vlkolinský
- 1992: Cain
- 1893/1894: Mlădițe III ("Letorosty III")
- 1897/1899: Gábor Vlkolinský
- 1898: Plimbările primăvara ("Prechdádzky jarom")
- 1898: Plimbările vara ("Prechdádzky letom")
- 1909: Irod și Irodia ("Herodes a Herodias").

## Legături externe
- Materiale media legate de Pavol Országh Hviezdoslav la Wikimedia Commons

## Vezi și
- Listă de dramaturgi slovaci